# Мерджинень-Слобозія
Мерджинень-Слобозія, Мерджинені-Слобозія (рум. Mărgineni-Slobozia) — село у повіті Олт в Румунії. Адміністративно підпорядковане місту Скорнічешть.
Село розташоване на відстані 122 км на захід від Бухареста, 18 км на північний схід від Слатіни, 63 км на схід від Крайови, 149 км на південний захід від Брашова.

## Населення
За даними перепису населення 2002 року у селі проживали 1036 осіб, усі — румуни. Усі жителі села рідною мовою назвали румунську.